# Ataur Rahman Khan
Ataur Rahman Khan (bengali : আতাউর রহমান খান) (1905-1991) est un homme d'État bangladais qui fut Premier ministre du Bangladesh de 1984 à 1986.